# Ibrahim Pačariz Biočak
Ibrahim ef. Pačariz Biočak (Bioča pokraj Bijelog Polja, 1852. – Jasen pokraj Brodareva, 16. prosinca 1922.), bošnjački je teolog, jedan od najvažnijih pisaca alhamijado književnosti. Stariji mu je sin hfz. Sulejman ef. Pačariz. 

## Životopis
U domu Saliha Pačariza 1852. je rođen sin Ibrahim. Osnovnu je školu oko 1960. započeo u Bioči. Veliki su utjecaj na njega ostavio Sulejman ef. Dizdarević, imam džamije Radulićima, Sulejman Dizdarević, a koji je povremeno izvodio nastavu perzijskog jezika i kaligrafije u Bioči. Također, mula Nezir ef. Muratović, glavni vjeroučitelj u biočkom mektebu.
S obzirom na to da je bio Ibrahim Pačariz bio najbolji učenik generacija, otac ga dalje na studije šalje u medresu u Đakovici. Savladava turski i albanski jezik. Završetkom medrese, vraća se u Bioču. Postaje imam biočke džamije i vjeroučitelj u mektebu.
Iščitavajući Mevlud hfz. Saliha ef. Gaševića, rodom iz Nikšića, odlučuje se upustiti u književno pisanje. Doprinilo je to nastanku proznog djela Nasihati (Savjeti). Napisano je arabicom na bošnjačkom jeziku, zbog čega se ubraja u djela alhamijado književnosti. Daljnji rad će prekinuti Balkanski ratovi. Bioča je tada jako stradala.
Veći broj ljudi odlučuje se na izbjeglištvo, a s njima i Ibrahim ef. Pačariz. Izbijanjem Prvog svjetskog rata odlazi u Peć. Međutim, čim su se prilike smirile vraća se u Bijelo Polje, ali novonastala Kraljevina Jugoslavija Bošnjacima nije garantirala sigurnost. Zbog toga su se Sandžaku, a svrhu obrane organizirali u komitske pokrete. Razne vrste pritisaka, natjerat će Ibrahima ef. Pačariza na odlazak u Gostun pokraj Prijepolja. Zadržat će se neko vrijeme u tom mjestu, a i započeti rad na Kasidi. Tu će ga i prozvati Biočak. Po mjestu odakle je potekao.
Osjećajući da su prilike još uvijek nedovoljno sređene, a mjesto Gostun dovoljno zabačeno, donosi odluku da svoj rad nastavu u susjednom Brodarevu. Prihvatio je službu imama u mjesnoj džamiji. U to je vrijeme, bio je oženjen sa Zejnom Hadžibulić i s njom imao dva sina – Sulejmana i Ešrefa. Prije nje se ženio dva puta. Prvi put od žena mu je bila iz obitelji Beganovića, dok mu je druga supruga bila Muhra Sijarić iz Godijeva.
Iako se riječ Ibrahim ef. Pačariza u Brodarevu poštovala, isto mišljenje nisu dijelili pripadnici Koste Pećanca. Po Sandžaku su tragali za komitskim skupinama koje su predvodili Jusuf Mehonjić, Husein Bošković, Sait Adrović, Feriz Salković i drugi poznati komiti.
Ibrahim ef. Pačariz biva optužen da je jatak Jusufa Mehonjića i njegovih suradnika. Zajedno sa susjedima, među kojima su bili Ramo Mujezinović, hadži Abaz Balićevac, Sulejman i Bećir Kriještorac, Ibrahim ef. Pačariz je uhićen 16. prosinca 1922. godine. Cilj je bio da se odvedu u Bijelo Polje. No, u blizini Jasena došlo je ubojstva uhićenih. Bez suđenja, a njihova krivica nikada nije dokazana. U trenutku kada su ubijanja počela, Pačariz, iako starac, pokušao je da pobjegne. No, u tome nije uspio. Tijelo mu je, zajedno sa ostalim ubijenim, pokopano u njivi, kraj puta koji je iz Selišta vodio za Jasen.
Pogibijom Ibrahima Pačariza Biočaka ugašen je život jednog plodnog alhamijado književnika sa područja Bihora u Sandžaku. Uz Sulejmana Tabakovića, Arifa Brkanića Sarajlije, Nazifa Šuševića i Saliha Gaševića, ubraja se u sam vrh književnosti Bošnjaka, koja je nastajala na prijelomu 19. u 20. stoljeće.

## Citati
U uvodnom dijelu svoje Kaside Ibrahim ef. Paćariz Biočak na jednom mjestu kaže:
| Kad sam bio u Bioči ja imam, kusur imo u svačemu, dobro znam, imadoše džematlije svi merak, da him pišem pod bosanski ja ćitab. |

## Vanjske poveznice
- Bihorski alim Ibrahim ef. Pačariz